# Dhyana (album)
Dhyana  è il terzo album in studio del gruppo musicale olandese MaYaN, pubblicato il 21 settembre 2018 dalla Nuclear Blast.

## Antefatti
Nel corso del 2017 i MaYaN hanno iniziato a lavorare all'album. Nel processo di composizione sono stati coinvolti tutti i membri della band, facendo un lavoro di squadra. Volendo ottenere un sound molto ricco, hanno deciso di avvalersi di una vera orchestra sinfonica al posto delle campionature e per finanziare tale collaborazione hanno lanciato una campagna di crowdfunding su Indiegogo. Coloro che hanno partecipato all'iniziativa hanno ricevuto come contenuto aggiuntivo l'EP Undercurrent, composto da tre brani scartati da Dhyana, ossia Eradicate the Enemy, Hate Me As I Am e Undercurrent, e da una nuova versione di Insano, brano contenuto in Antagonise. Chi ha acquistato il pacchetto più costoso della campagna di crowdfunding ha poi ricevuto anche l'EP Metal Night at the Opera contenente tre brani operistici riarrangiati in chiave metal e cantati da Laura Macrì. Giacché le donazioni hanno superato la cifra richiesta, la registrazione delle parti dell'Orchestra Sinfonica di Praga ha avuto luogo il 2 giugno 2018.
Dhyana è il primo album dei MaYaN a cui han preso parte il cantante Adam Denlinger e la chitarrista Merel Bechtold, ed è inoltre il primo in cui Marcela Bovio è presente in formazione e non come semplice ospite. Poco dopo la pubblicazione dell'album, Henning Basse ha lasciato il gruppo a causa dei numerosi impegni con gli altri suoi progetti musicali; rimarrà comunque un ospite ricorrente.

## Stile musicale
In generale, Dhyana segue la mescolanza di death metal, progressive, symphonic, passaggi black e qualche breve incursione nel power e nel brutal già presentata in Quarterpast e Antagonise. Rispetto all'ultimo album, però, c'è una maggiore varietà non solo all'interno dei singoli brani, le cui strutture alternano momenti aggressivi e momenti di calma, ma anche nell'insieme; infatti, accanto a canzoni brutali come Maya (The Veil of Delusion), ce ne sono altre melodiche. A tal proposito, Mark Jansen ha ammesso che The Flaming Rage of God era stata pensata per l'ultimo album degli Epica, The Holographic Principle, ma che non lo convinceva il ritornello e quindi ha deciso di riscriverlo in growl per i MaYaN; The Power Process, invece, era stata scritta per il futuro album degli Epica, ma Jansen ha preferito non attendere per pubblicarla.

## Tematiche
La maggior parte dei testi segue un concept legato ispirato dalla meditazione buddhista, dalla spiritualità indiana e dai saggi di Eckhart Tolle. Ciò ha condizionato anche la scelta del titolo dell'album, che deriva dal termine sanscrito Dhyāna, che indica la meditazione e dalla cui traslitterazione derivano i termini Chan in cinese e Zen in giapponese; Mark Jansen ha spiegato che si riferisce a quel momento in cui la mente sparisce e non vi è più nessuna preoccupazione inerente al passato o al futuro, ma solo la gioia del momento presente.
Ciò nonostante, ci sono dei brani che parlano d'altro; in particolare The Rhythm of Freedom parla della sensazione di libertà che prova Jansen quando pratica il ciclismo e Saints Don't Die parla di come la psiche dei soldati venga traumatizzata a vita mentre i governanti che li han mandati in guerra rimangono tranquilli nelle proprie torri d'avorio. Jansen ha scritto anche dei brani riguardanti Donald Trump, ma sono stati inseriti nell'EP Undercurrent.

## Promozione
Il 27 luglio è stato pubblicato il lyric video del brano The Rhythm of Freedom, il cui stile musicale è stato paragonato a quello dei Fleshgod Apocalypse. Contestualmente è stata svelata la lista tracce dell'album. Il 17 agosto è stato pubblicato il videoclip del brano omonimo Dhyana, che è una ballad acustica cantata in tre lingue (italiano, spagnolo e inglese), mentre il 21 settembre è stato pubblicato quello di Saints Don't Die. Sempre il 21 settembre è stato pubblicato l'album e il giorno seguente è stato presentato dal vivo. Successivamente, la band ha in programma di andare in tour.

## Accoglienza
| Recensione           | Giudizio |
| -------------------- | -------- |
| Aardschok            | 82/100   |
| Lords of Metal       | 97/100   |
| Metal Hammer Germany |          |
| Metallian            |          |
| Metallized           | 82/100   |
| Planet Mosh          |          |
| Powerplay            |          |
| Rock Hard France     |          |
| Rock Tribune Belgium | 90/100   |
| Spark Magazine       |          |

Dhyana è stato accolto molto bene dalla critica, che lo ha definito ambizioso, potente, ricco, ammaliante e ispirato; sono state inoltre lodate le performance tecniche sia degli strumentisti sia dei cantanti. Generalmente, a essere stati apprezzati più di tutti sono stati i brani Rebirth from Despair e The Illusory Self.

## Tracce
1. The Rhythm of Freedom – 7:13 (testo: M. Jansen – musica: F. Schiphorst, MaYaN)
2. Tornado of Thoughts (I Don't Think Therefore I Am) – 4:39 (testo: M. Jansen, A. Denlinger, M. Bovio – musica: M. Jansen, MaYaN)
3. Saints Don't Die – 6:59 (testo: M. Jansen, Marcela Bovio, L. Macrì – musica: J. Driessen, MaYaN)
4. Dhyana – 2:55 (testo: L. Macrì, M. Bovio – musica: M. Jansen, MaYaN)
5. Rebirth from Despair – 7:49 (testo: G. Oosthoek, M. Jansen, M. Bovio, L. Macrì – musica: F. Schiphorst, G. Oosthoek, MaYaN)
6. The Power Process – 5:07 (testo: M. Bovio, M. Jansen – musica: M. Jansen, MaYaN)
7. The Illusory Self – 9:13 (testo: M. Jansen, L. Macrì, A. Denlinger, M. Bovio – musica: M. Jansen, MaYaN)
8. Satori – 3:05 (testo: L. Macrì – musica: J. Driessen, MaYaN)
9. Maya (The Veil of Delusion) – 6:16 (testo: M. Jansen – musica: F. Schiphorst, MaYaN)
10. The Flaming Rage of God – 5:04 (testo: M. Jansen – musica: M. Jansen, MaYaN)
11. Set Me Free – 6:32 (testo: M. Jansen – musica: J. Driessen, MaYaN)

Instrumental Tracks – CD 2 presente nell'edizione Deluxe
1. The Rhythm of Freedom – 7:13 (musica: F. Schiphorst, MaYaN)
2. Tornado of Thoughts (I Don't Think Therefore I Am) – 4:39 (musica: M. Jansen, MaYaN)
3. Saints Don't Die – 6:59 (musica: J. Driessen, MaYaN)
4. Dhyana – 2:55 (musica: M. Jansen, MaYaN)
5. Rebirth from Despair – 7:49 (musica: F. Schiphorst, G. Oosthoek, MaYaN)
6. The Power Process – 5:07 (musica: M. Jansen, MaYaN)
7. The Illusory Self – 9:13 (musica: M. Jansen, MaYaN)
8. Satori – 3:05 (musica: J. Driessen, MaYaN)
9. Maya (The Veil of Delusion) – 6:16 (musica: F. Schiphorst, MaYaN)
10. The Flaming Rage of God – 5:04 (musica: M. Jansen, MaYaN)
11. Set Me Free – 6:32 (musica: J. Driessen, MaYaN)

## Formazione
Gruppo
- Mark Jansen – growl e scream
- George Oosthoek – growl e scream
- Marcela Bovio – voce
- Laura Macrì – voce
- Adam Denlinger – voce
- Henning Basse – voce
- Frank Schiphorst – chitarra solista e ritmica, arrangiamenti orchestrali (traccia 9)
- Jack Driessen – tastiera, scream, arrangiamenti orchestrali
- Roel Käller – basso
- Ariën van Weesenbeek – batteria
- Merel Bechtold – chitarra acustica (traccia 7)

Altri musicisti
- Orchestra Sinfonica di Praga
- Roman Huijbreghs – chitarra acustica (traccia 4)
- Elianne Anemaat – violoncello (tracce 4 e 7)
- Joost van den Broek – assolo di tastiera (traccia 10)

Produzione
- Joost van den Broek – produzione, missaggio, ingegneria del suono, editing, co-scrittura delle linee vocali, arrangiamenti orchestrali addizionali
- MaYaN – produzione
- Jos Driessen – ingegneria del suono, editing
- Darius van Helfteren – mastering